# Casa Mór Frank
Casa Mór Frank este o clădire istorică situată în Piața Romanilor nr. 6 din Timișoara. 
Face parte din Situl urban „Fabric” (II), monument istoric cod LMI TM-II-s-B-06097.

## Istorie
În secolul al XIX-lea și începutul secolului XX, pe locul actualei clădiri, exista o casă modestă, pe parter, aparținând lui János Rödig, membru în Comisia de Cartier Fabric, între anii 1887 și până la moartea sa, în 29 august 1904. După moartea sa, casa a fost moștenită de Anna Ladstätter (născută Rödig), conform unei tranzacții înregistrate în 1907, prin care a fost vândută familiei Mór (Moritz) Frank contra prețului de 30.000 de coroane. Familia Frank a deținut clădirea timp de mai multe decenii, fără a efectua îmbunătățiri majore în această perioadă.
Mór (Moritz) Frank, a fost un croitor și comerciant de articole bărbătești, care locuia în chirie, tot în Piața Romanilor, la adresa actuală Strada Episcop Alexandru Bonnaz nr.15, înainte de a achiziționa casa familiei Rödig. În 1891, Mór Frank a înființat împreună cu Lajos Schnabl magazinul de îmbrăcăminte pentru bărbați "Frank és Schnabl", care avea sediul în Palatul Mirbach.
În august 1912, Mór Frank a solicitat și obținut aprobarea pentru construirea noii clădiri, aceasta urmând să înlocuiască casa modestă, fiind finalizată în 1913.

## Descriere
Clădirea a fost proiectată în stil Art Nouveau, curentul Secession, cu două etaje și un total de 9 camere, fiind dotată cu trei apartamente, câte unul la fiecare nivel. Se remarcă prin silueta sa zveltă, înălțimea mare în raport cu lățimea clădirii și prin ornamentele geometrizate, specifice ultimei perioade a curentului Secession. Accesul în clădire se face printr-o intrare îngustă, amplasată excentric față de axul compozițional al fațadei.